# Journal of Chromatography A
Journal of Chromatography A, già Journal of Chromatography, è una rivista accademica che si occupa di chimica analitica, in particolare di tecniche di separazione.
Chromatographic Reviews è stata incorporata in questa rivista.
Nel 2014 il fattore d'impatto della rivista era di 4,169.